# Suicidio (album)
| Recensione          | Giudizio       |
| ------------------- | -------------- |
| Debaser             |                |
| OndaRock            | Pietra miliare |
| Storia della Musica |                |

Suicidio è il primo album in studio del cantautore italiano Faust'O, pubblicato nel 1978.

## Descrizione
Arrangiato da Alberto Radius (Formula 3), il disco presenta arrangiamenti complessi che spaziano dal rock progressivo al pop.

## Tracce
1. Intro – 3:07 (Fausto Rossi)
2. Suicidio – 3:40 (Fausto Rossi)
3. Godi – 3:25 (testo: Oscar Avogadro – musica: Fausto Rossi)
4. Bastardi – 3:20 (Fausto Rossi)
5. Piccolo Lord – 5:43 (Fausto Rossi)
6. Eccolo qua – 3:00 (Fausto Rossi)
7. Il mio sesso – 4:03 (Fausto Rossi)
8. C'è un posto caldo – 3:23 (Fausto Rossi)
9. Innocenza – 3:15 (testo: Oscar Avogadro – musica: Fausto Rossi)
10. Benvenuti tra i rifiuti – 6:30 (Fausto Rossi)

Durata totale: 39:26

## Crediti

### Musicisti
- Faust'O - voce; tastiera (brani: 4)
- Stefano Cerri - basso (brani: 1-3, 5, 6, 10)
- Franco Graniero - tastiera (brani: 1-3, 5, 6-8, 10); pianoforte, mellotron, violino (brani: 9)
- Alberto Radius - chitarra (brani: 1-3, 5, 6, 7, 10)
- Mauro Spina - batteria (brani: 1-3, 5, 6, 10)
- Angelo Lettini - chitarra (brani: 4, 8)
- Louis Viviers - basso (brani: 4, 7, 8)
- Lorenzo Pergolato - batteria (brani: 4, 6, 7)

### Personale tecnico
- Oscar Avogadro - produzione discografica
- Faust'O - arrangiamenti
- Alberto Radius - arrangiamenti
- Luciano Tallarini - grafica
- Mauro Balletti - fotografia

## Edizioni
- 1978 - Suicidio (CGD, 20041, LP)
- 1978 - Suicidio (CGD, 20041, MC)
- 1996 - Suicidio (CGD/Urlo, 4509-97368-2, CD)
- 2013 - Suicidio (CGD, VMLP 155, LP)
- 2024 - Suicidio (Warner Music, COM 362, LP Limited Edition)
- 2024 - Suicidio (Warner Music, ATL 1460-2, CD)